# TVA (televisió)
TVA és un canal de televisió canadenc de parla francesa i que emet al Quebec. El grup constitueix la primera xarxa de televisió privada en francès del Canadà vist que començà les seves emissions el 12 de setembre del 1971 en tant que cooperativa d'emissores inspirada en l'anglòfona CTV. TVA és l'acrònim de Télédiffuseurs associaciés (en català, Teledifusors associats).
La seua àrea d'emissió és essencialment el Quebec tot i que també emet per al Canadà, amb seu a Montreal. No debades, la xarxa compta amb estacions afiliades que emeten en alguns punts de Nova Brunswick i Ontario. L'any 1988 es va convertir en la primera xarxa nacional disponible per a tot el país mitjançant els sistemes de televisió per cable.
Els inicis, però, de tot plegat cal remuntar-los al 22 de març del 1960, moment en què l'empresari Joseph Alexandre De Sève aconsegueix el permís per obrir Télé-Métropole (CFTM-TV). Les emissions comencen el 19 de febrer del 1961 i encara que només tenia una única estació, la nova emissora podia veure's en una ràtio de 100 quilòmetres als voltants de Montreal i algunes àrees. Fins llavors les emissores afiliades a Télé-Métropole emetien programes de televisió de caràcter local i en compartien espais, però a partir del 1971 comença la programació en simultani sota el nom de Télédiffuseurs associés, és a dir, sota TVA.
Caps als anys 1980 el canal aconsegueix millorar les seves audiències superant la seva rival directa, Télévision de Radio-Canada, avui ICI Radio-Canada TV. No debades, no va ser fins al 1982 que es reestructura el canal per donar-hi cabuda a més socis. Fins a la data, TVA funcionava com una cooperativa en la qual els seus afiliats només emetien uns pocs programes en el canal líder. Tanmateix, el nombre de continguts va anar en augment, en part per la competència de TQS. Això l'obligà a convertir-se en estació de referència. L'any 1989 l'empresa Télé-Métropole adquireix les emissores del grup Pathonic de la ciutat de Quebec i l'empresa es transforma en una corporació subsidiària del grup Videótron.